# Терлой
Терлой (чечен. ТӀерлой, диал. ТIирой|ТIирий) — один из чеченских тайпов. Писатель и поэт Магомед Мамакаев включил Терлой в число девяти чеченских тукхумов, однако и полевые материалы, и предания терлоевцев свидетельствуют о том, что это был один из крупнейших чеченских тайпов, имеющий все классические признаки тайпа, в том числе тайповый культ. Также Мамакаев сообщает, что в состав тайпа входят кровнородственные группы, именующие себя гарами, а иногда и родами. Терлой проживающие в Грузии также являются составной частью современных кистинцев.
До депортации чеченцев в 1944 году в ТIерлой-Мохке (ТIирой-Мохке) находилось свыше 40 селений и хуторов. На сегодняшний день тайп ТIерлой (ТIирой) состоит из 24 ветвей (чеч. гаров). Терлоевцы ежегодно проводят съезд тайпа в горах Чеченской Республики, на исторической родине — Терлой-Мохк.
Историческая область терлоевцев расположена на юге горной Чечни, в Аргунском ущелье (Чанты-Аргун) и называется Терлой-Мохк (чеч. ТIерлой-Мохк; тер. говор Тlирой-Мохк). Граничит с юга — с Хилдеха и Майста, с запада — с Малхиста, с северо-запада — с Кей, севера — с Нашха, Пешха и Мулкой, с востока с Дишне-Мохк. Представители тайпа терлой также исторически проживают в Панкисском ущелье Грузии.

## Этимология
Самоназвание ТIирой происходит от самоназвания тайповой области тиройцев «ТIира» (на плоскостном (литературном) диалекте ТIера) — «верхний, высокогорный» и -ра от ара — «поляна» и формат -рой (лой), указывающий на принадлежность к данной этнической группе. Жители горных районов по сей день называют ТIерлой-мохк — «ТIирой-мохк», а его жителей «ТIирой/ТIирий», то есть верхние.

## История
В русских документах XVI—XVII вв. неоднократно встречается наименование Тарлав кабак.
Сохранившиеся памятники архитектуры свидетельствуют о высоком мастерстве их строителей. Терлой также как и Аккий, и Майстой, славилась своими мастерами.
Терлой-мохк был очень густо населён, в его ущельях располагались селения Барха, Уйта, Ошни (Ушна), Бушни, Элда-пха, Сени, Моцарой, Никарой. Многие из этих селений были башенными, а в черте некоторых из них, как, например, Моцарой, Никарой, стояли замки.

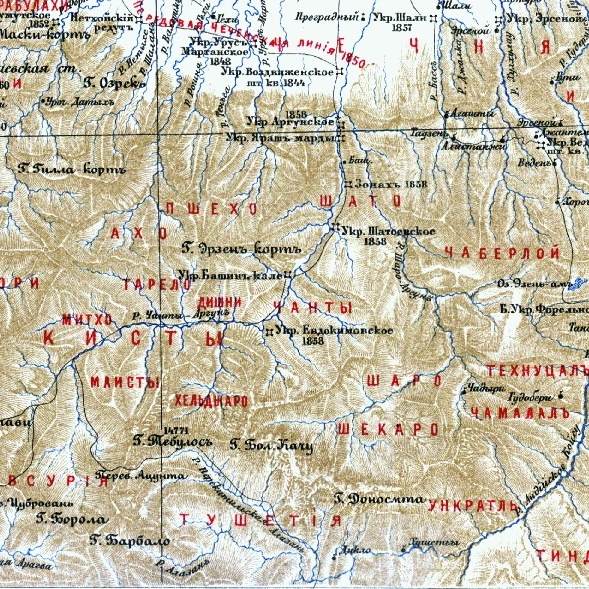
Терлой на карте 1899 года
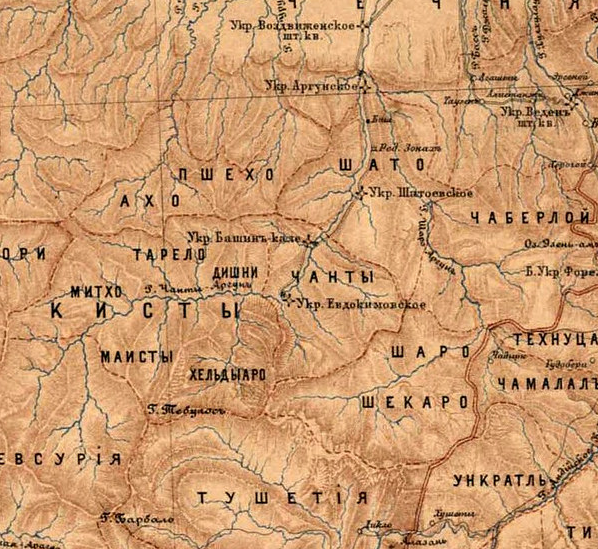
Терлой на карте 1897 года
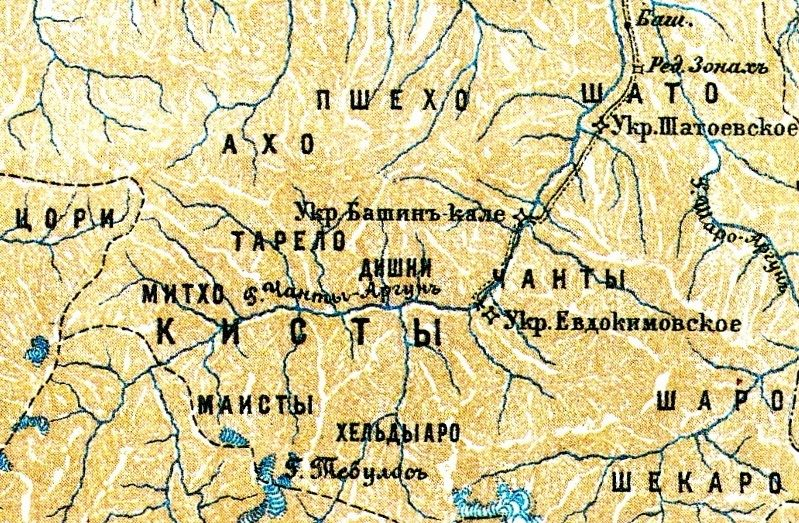
Терлой на карте
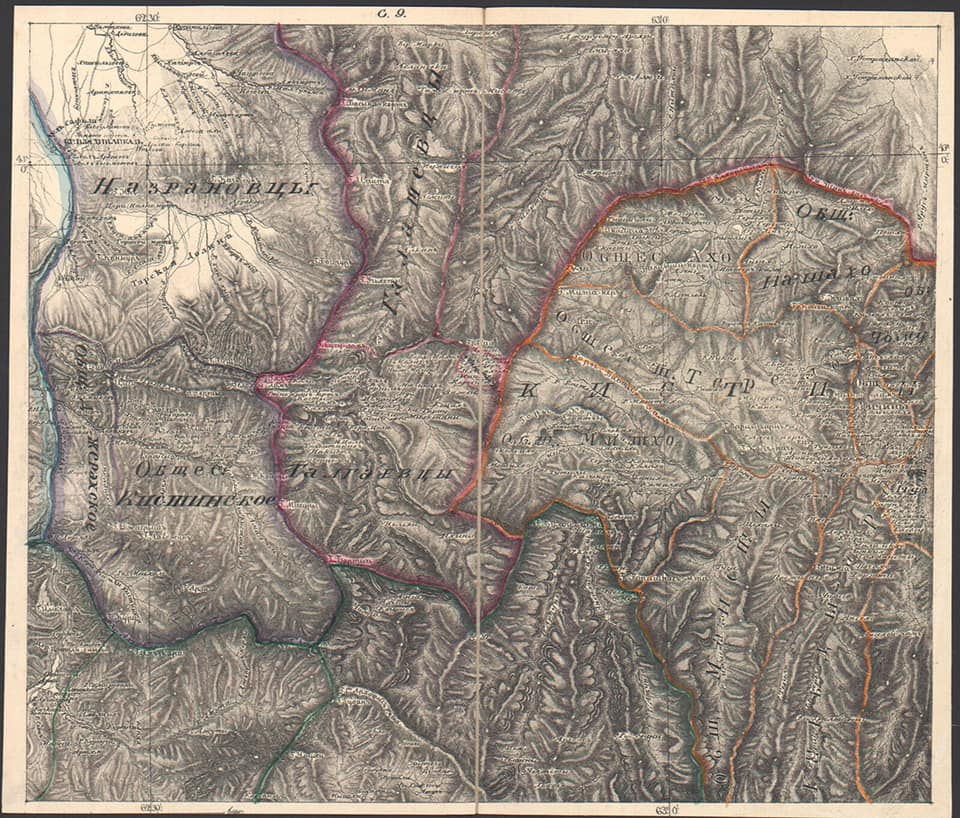
ТIиера на карте 1838 года
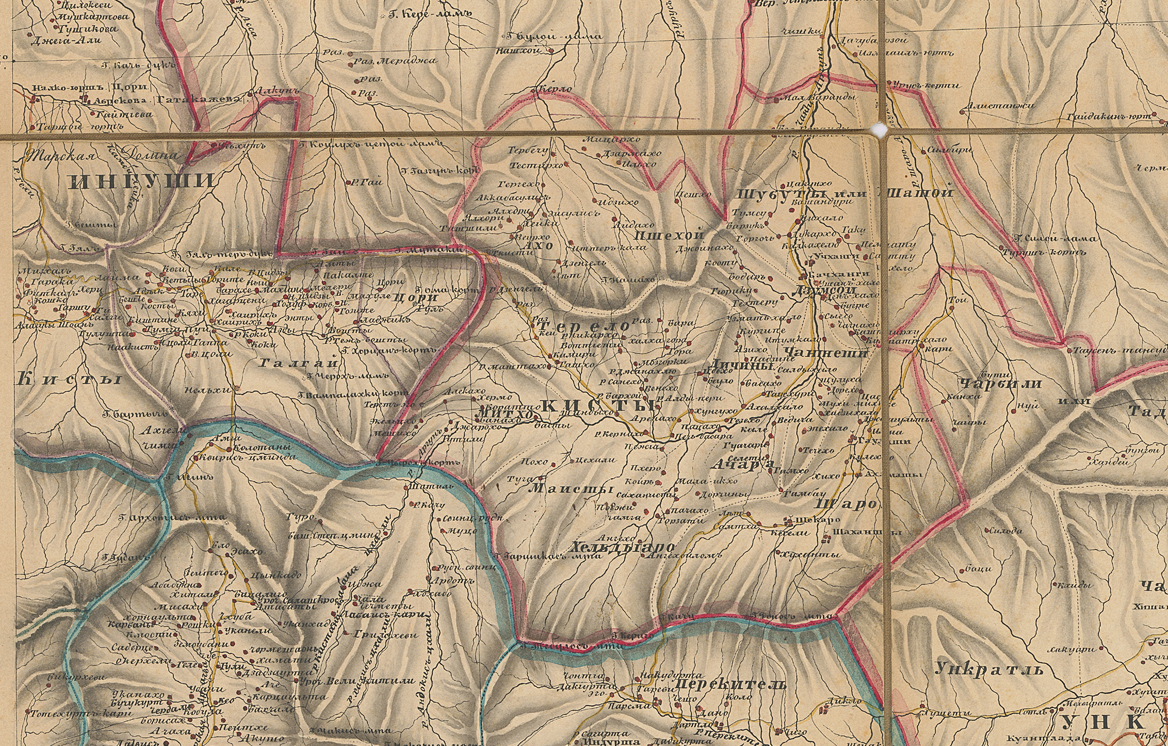
Терлой на карте 1847 года

## Состав тайпа
Терлоевские гары (ветви):
- Арстхой,
- Барай,
- Басхой,
- Боьшний,
- Бортхой,
- Гиезхой,
- Гимрой,
- ГІашхой,
- Гуорой,
- Дяхчарой,
- Жиелшхой,
- Идхой,
- Кхенхой,
- Кхоьричурой,
- Никархой,
- МоцІарой,
- Оьтти,
- Оьшни,
- Пиежи,
- Пиеж-Басарой,
- Сенхой,
- Хьорси-пхьарой,
- Шуьнди,
- Эльд-пхьарой.

## Язык
Терлоевцы говорят на терлоевском говоре галанчожского диалекта чеченского языка.